# 3005 Pervictoralex
3005 Pervictoralex eller 1979 QK2 är en asteroid upptäckt 22 augusti 1979 av den svenske astronomen Claes-Ingvar Lagerkvist vid La Silla-observatoriet. Asteroiden har fått sitt namn efter Per Victor Alexander Lagerkvist, upptäckarens son.
Den tillhör asteroidgruppen Nysa.